# Ostrogotische Rijk
Het Ostrogotische Rijk was het rijk dat het Germaanse volk der Ostrogoten in Italië stichtte en een kortstondig bestaan kende tussen 493 en 553. Onder de stichter van het rijk, koning Theodorik de Grote, bereikte het een hoge mate van welvaart en bloei.
Op het einde van de 4e eeuw was het eens zo machtige Romeinse Rijk uiteengevallen in twee delen. In het oosten was het Oost-Romeinse Rijk, heden beter bekend als Byzantium, zelfstandig geworden, in het westen was het West-Romeinse Rijk, overspoeld door Germaanse stammen omstreeks 476, ten onder gegaan toen de laatste Romeinse keizer Romulus Augustulus was afgezet door de Germaan Odoaker, die er een eigen rijk stichtte. Theodorik de Grote, de koning van de Ostrogoten, veroverde Italië op Odoaker en maakte Ravenna tot hoofdstad van zijn rijk.
Op 30 augustus 526 stierf Theodorik. Theodoriks dochter Amalasuntha werd koningin der Ostrogoten. Zij wist het rijk echter niet bijeen te houden en de katholieke Romeinen en de ariaanse Ostrogoten groeiden uit elkaar. Dit zette de Oost-Romeinse keizer Justinianus er toe aan de Ostrogoten de oorlog te verklaren. Rond 550 was het rijk nagenoeg vernietigd.

## Geschiedenis

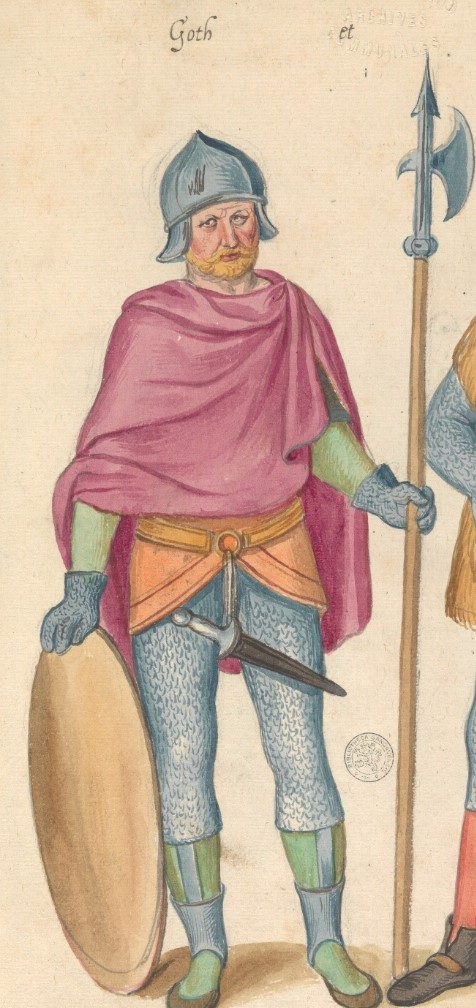
Zestiende-eeuwse perceptie van de Goten, geïllustreerd in het kostuumboek "Théâtre de tous les peuples et nations de la terre avec leurs habits et ornemens divers, tant anciens que modernes, diligemment depeints au naturel". Gemaakt door Lucas d'Heere in de 2e helft van de 16e eeuw. Bewaard in de Universiteitsbibliotheek Gent.

Aan het begin van onze jaartelling bevonden de Goten zich aan de monding van de Wisła. In de 2de eeuw trokken zij naar het zuidoosten. Ze splitsten zich in West– of Visigoten, die van 507 to 711 zouden heersen over Spanje, en Oost– of Ostrogoten.
Deze laatsten stichtten een rijk aan de Zwarte Zee, dat later door de Hunnen verwoest werd. Na de dood van Attila vestigden de Ostrogoten zich in Pannonië.
Nadat de Goten al plunderend over het Balkenschiereiland getrokken waren, begonnen zij onder aanvoering van Theodorik, van het geslacht der Amali, aan een veldtocht door Italië.

### Verovering van Italië
In augustus 476 zette de Gotische leider Odoaker de jonge keizer Romulus Augustulus af en maakte zo een eind aan het West-Romeinse Rijk. Odoaker was toen de feitelijke machthebber in Italië, maar alleen de barbaren erkenden hem. Om ook door de Romeinen te worden erkend, vroeg hij de Oost-Romeinse keizer Zeno hem als patriciër over het gebied te laten heersen, wat hem werd toegestaan. Odoaker was een ariaan. Hij liet de Kerk van Rome met rust en bemoeide zich niet met godsdienstige zaken. Maar toen de Romeinen na het schisma van 484 tussen de Roomse en Byzantijnse kerk eigenlijk genoeg hadden van de overheersing door Constantinopel, maakte hij gebruik van de situatie om zijn macht over heel Italië uit te breiden. Hoewel hij de binnenvallende Rugiërs had weten terug te dringen, slaagde hij er niet in het gebied in handen te houden. Toen de noord-oostgrens openviel, kon Theodorik aan de veldtocht beginnen.
Theodorik trok in het najaar van 488 op naar de Italiaanse grenzen. De Ostrogoten, die zich op het Balkanschiereiland hadden gevestigd en een bondgenootschap met het Oost-Romeinse Rijk waren aangegaan, zochten namelijk gebiedsuitbreiding. Zij konden daarbij rekenen op de steun van keizer Zeno, die meer direct gezag over Italië wilde uitoefenen.
Theodorik had een deel van zijn jeugd als gijzelaar doorgebracht in Constantinopel, waar hij een gedegen politieke opleiding had genoten. Door allerlei verwikkelingen wist hij het tot zowel hoofd der barbaren als magister militum (militair bevelhebber) van het keizerrijk te brengen.
In de zomer van 489 versloeg hij de Gepiden bij de Sava en trok hij over de oostgrenzen van Italië. In augustus overwon hij Odoaker bij de Isonzo en eind september bij Verona, waarmee hij de heerschappij over Noord-Italië in handen had. Odoaker trok zich terug in Ravenna. Een deel van de Italianen bleef trouw aan Odoaker, het andere deel, waaronder de Romeinse Senaat, beschouwde Theodorik als gezonden door de keizer en onderwierp zich aan zijn gezag. Na de nederlaag aan de Adda op 11 augustus 490, moest Odoaker zich opnieuw terugtrekken in Ravenna. De stad werd belegerd en hield drie jaar stand. Theodorik doodde zijn tegenstander in maart 493 en werd uitgeroepen tot koning der Ostrogoten.
In tegenstelling tot Odoaker oefende Theodorik zijn gezag over Italië uit met de officiële instemming van de keizer, ook al kwam die pas veel later, toen keizer Anastasius I de macht had overgenomen. Nadat Theodorik officieel was erkend als de hoogste vertegenwoordiger van het keizerlijk gezag in Italië, kon hij zijn heerschappij over de Ostrogoten en het opperbevel over het Barbaarse leger in handen houden. Tijdens zijn hele regeerperiode zou hij gebruikmaken van die tweeledige positie.

## Samenleving
Onder Theodorik leefden Goten en Romeinen naast elkaar. Maar mede door het verbod op gemengde huwelijken vond er geen daadwerkelijke integratie plaats. Het burgerlijk bestuur was geheel in handen van de Romeinen, terwijl de legerleiding uitsluitend bestond uit Ostrogoten. Wanneer in een rechtszaak zowel Goten als Romeinen betrokken waren, werd die behandeld door een Gotische rechter die werd bijgestaan door een Romeinse assessor. Hij hield zich aan het Romeinse recht, behalve als het om familiezaken of conflicten tussen personen ging. Met name in het leger en plaatselijk bestuur bestond er echter geen strikte scheiding tussen de twee volkeren, ondanks het belangrijke verschil in ras, taal en religie.
Over het algemeen onderging de economische en maatschappelijke situatie geen grote veranderingen. De samenleving bleef gebaseerd op het grootgrondbezit en een duidelijke klassenscheiding. Het belastingstelsel van het Romeinse rijk, waaraan zowel de Romeinen als de Goten onderworpen waren, bleef van kracht. Nadat in de eerste jaren de economie duidelijk te lijden had gehad van de oorlogen en invasies van de barbaren, trok die later weer behoorlijk aan. De keizer wilde het de bevolking ook beter laten hebben en er kwamen nieuwe openbare gebouwen terwijl er ook geld vrijkwam om de oude te onderhouden. De Romeinse letterkunde bereikte opnieuw een hoog peil. De belangrijkste cultuursteden waren Rome, Ravenna en Milaan. Enkele werken zijn nog steeds zeer bekend, zoals de consolatione philosophiae (de troost de wijsbegeerte) van Boëthius en de werken van Cassiodorus. De laatste schreef o.a. een geschiedenis van de Goten waarin hij de Amali verheerlijkt, en een kroniek met de geschiedenis van de wereld vanaf haar allereerste begin.
De ariaanse Theodorik mengde zich niet in kerkelijke zaken. Hij eerbiedigde de vrijheid en privileges van de Kerk van Rome, wat de scheiding van kerk en staat duidelijker maakte. Door de geschillen binnen de kerk kwam het tot een schisma en werden er na de dood van Anastasius II twee pausen gekozen, Symmachus en de Byzantiumgezinde Laurentius. Op verzoek van Rome sprak Theodorik zich uit over dit dubbele pontificaat. Hij koos de zijde van Symmachus, die de meerderheid der stemmen had gekregen. Maar toen hij zich weer in de zaak moest mengen, riep hij een Italiaans concilie bijeen, dat zich niet bevoegd achtte om een oordeel uit te spreken over de bisschop van Rome en daarop diens primaatschap erkende.

## Heersers van het Ostrogotische Rijk
- Theodorik de Grote (Thiudoric) 489-526
- Athalarik (Atthalaric) 526-534
- Theodahad (Thiudahad) 534-536 en Amalasuntha 534-535
- Witiges (Wittigeis) 536-540
- Ildibad (Hildibad) 540-541
- Erarik de Rugische (Heraric, Ariaric) 541
- Totila (Baduila) 541-552
- Teia (Theia, Teja) 552-553